# Барателли, Доминик
Доминик Барателли (фр. Dominique Baratelli; 26 декабря 1947, Ницца, Франция) — французский футболист, вратарь, игрок национальной сборной Франции. Участник двух чемпионатов мира по футболу (1978, 1982).

## Карьера
Является воспитанником футбольного клуба «Ницца». Однако сразу попасть в основной состав родной команды у Доминика не получилось. Несмотря на свой невысокий рост, Барателли быстро нашёл себе новую команду.
В 1967 году молодой и перспективный вратарь заключает контракт с футбольным клубом «Аяччо». Великолепно проявив себя в чемпионате Франции и отыграв за корсиканский клуб более 100 матчей, Барателли получает приглашение от своей бывшей команды «Ницца». С первого же сезона Барателли смог стать основным вратарём команды. В составе «Ниццы» дважды становится серебряным призёром чемпионата страны.
В 1972 году впервые получает приглашение в основной состав сборной Франции. В течение последующих десяти лет Барателли станет участником двух чемпионатов мира по футболу и будет регулярно вызываться в главную команду страны, сыграв за сборную Франции 21 матч.
Демонстрируя уверенную игру на протяжении многих сезонов как в чемпионате Франции, так и на международной арене, Барателли получает главный вызов в своей карьере — приглашение в один из сильнейших клубов Франции «Пари Сен-Жермен». Именно в этой команде Барателли выиграет свои главные трофеи, став дважды подряд обладателем Кубка Франции (1982 и 1983). За всю свою карьеру Барателли сыграл в чемпионате Франции 593 официальных матча, что ставит его на четвёртое место по количеству сыгранных матчей в чемпионате страны за всю историю (на момент окончания карьеры занимал первое место).
После завершения футбольной карьеры занимался тренерской деятельностью. Именно Барателли первым заметил талант у молодого Уго Льориса и порекомендовал руководству академии футбольного клуба «Ницца» пригласить в юношескую команду будущую звезду французского футбола.

## Достижения
ПСЖ
- Обладатель Кубка Франции (2): 1982, 1983

Ницца
- Финалист Кубка Франции (1): 1978
- Серебряный призёр Чемпионата Франции (2): 1972/1973, 1975/1976